# From Joy, with Love
From Joy, with Love es el primer extended play (EP) de la cantante surcoreana Joy. Fue publicado el 18 de agosto de 2025 por SM Entertainment y distribuido por Kakao Entertainment, y es su primer lanzamiento en solitario en más de cuatro años desde su álbum de versiones Hello (2021). Contiene seis pistas incluyendo el sencillo principal «Love Splash!».

## Antecedentes y lanzamiento
En enero de 2025, SM Entertainment reportó que Joy renovó su contrato con la empresa, siendo la tercera integrante de Red Velvet en hacerlo, después de Irene y Seulgi. El 28 de julio del mismo año SM anunció que Joy publicaría su primer EP el 18 de agosto. Un tráiler del álbum fue publicado el 4 de agosto. El 14 de agosto se publicaron adelantos de las canciones del álbum. El tráiler del videoclip de la pista principal fue publicado un día después. El extended play fue publicado el 18 de agosto junto con el video musical de la canción principal a través del canal de YouTube de SM Town.

## Composición
From Joy, with Love está conformado por seis pistas que exploran los temas de crecimiento personal y antojos románticos. Joy se refirió al álbum como su carta personal a sus fanáticos. La primera canción y sencillo principal, «Love Splash!», es una canción dance pop combinado con bajos melodías de piano. Aborda la historia de "una confesión de amor sincero" a alguien que "crea olas en el corazón como un mar en calma", y termina enamorándose perdidamente. El extended play continua con «Get Up and Dance», una canción pop bailable con letras escritas por Joy que expresan las ansias de disfrutar un momento bailando con alguien especial. «La Vie en Blue» es una canción de música pop con influencias del bossa nova que expresa el deseo de una persona solitaria de que el amante regrese a su lado, en un lugar donde guarda recuerdos del pasado. La cuarta pista, «Unwritten Page», es una balada pop al ritmo del vals en la que Joy participó como letrista. Sus letras hablan acerca de un mensaje de consuelo hacia el yo del futuro que ha llegado a quererse a sí mismo. «Scent of Green» es descrita como una canción pop con un tono "fresco y juvenil" de la cantante. La canción corresponde a una carta enviada a una pareja anterior, que guarda todos los momentos, incluso los más incómodos, como recuerdos brillantes. La última canción, «Cuddle», es una balada con un tiempo lento en la que resalta la voz de Joy, con melodías tranquilas de piano y letras que expresan amor puro.

## Lista de canciones
| Lista de canciones de From Joy, with Love |                                                                          |                                                                              |                                                                           |                          |          |  |
| N.º                                       | Título                                                                   | Letras                                                                       | Música                                                                    | Arreglos                 | Duración |  |
| 1.                                        | «Love Splash!»                                                           | Moon Seol-ree Danke Lee Seuran                                               | Johan Gustafsson Josefin Glenmark GC-JR                                   | Gustafsson               | 3:09     |  |
| 2.                                        | «Get Up and Dance»                                                       | Joy                                                                          | Ronny Svendsen Moa «Cazzi Opeia» Carlebecker Nermin Harambašić Ellen Berg | Svendsen                 | 3:09     |  |
| 3.                                        | «La Vie en Blue»                                                         | An Hye-soo (XYXX)                                                            | Christian Fast Maria Marcus Oneye Alfred George Hole HaventSeenYou        | Oneye Hole HaventSeenYou | 3:16     |  |
| 4.                                        | «Unwritten Page»                                                         | Joohyoung (MonoTree) Joy                                                     | Joohyoung Whilhelmina Kyle Wong Amanda Kongshaug                          | Joohyoung                | 3:03     |  |
| 5.                                        | «Scent of Green» (여름 편지?, Yeoreum pyeonjiRR, lit. 'Carta de verano') | Kim Bo-eun (JamFactory) Kim Win-di (JamFactory) Jeong Na-kyung (153/Joombas) | Malthe «The Child» Johansen Ida Skriver Olesen                            | Johansen                 | 3:13     |  |
| 6.                                        | «Cuddle» (품?, PumRR, lit. 'Abrazo')                                     | Hong Gom Ragoon                                                              | Hong Ragoon                                                               | Hong Ragoon              | 3:50     |  |
| 19:40                                     |                                                                          |                                                                              |                                                                           |                          |          |  |